# Cubanoptila purpurea
Cubanoptila purpurea är en nattsländeart som beskrevs av Sykora in Botosaneanu och Sykora 1973. Cubanoptila purpurea ingår i släktet Cubanoptila och familjen stenhusnattsländor. Inga underarter finns listade i Catalogue of Life.